# The Elder Scrolls Online: Blackwood
The Elder Scrolls Online: Blackwood — дополнение для MMORPG The Elder Scrolls Online, разработанное ZeniMax Online Studios и выпущенное компанией Bethesda Softworks 1 июня 2021 года на Microsoft Windows и macOS, 8 июня 2021 года на Xbox One и PlayStation 4 и 15 июня 2021 года на Xbox Series X/S и PlayStation 5. Является пятой главой игры и относится к сюжетной ветке «Врата обливиона».
Дополнение добавило в игру новую локацию, Чёрный лес, зона которой пересекается с местом действия The Elder Scrolls IV: Oblivion, однако события дополнения разворачиваются примерно за 800 лет до TES IV. Кроме того, дополнение добавило в игру систему компаньонов, общий для всех игроков пролог и печати свершений — внутриигровую валюту, позволяющую покупать предметы из лутбоксов без вложения реальных денег. История выстроена вокруг даэдрического принца Мерунеса Дагона, который проводит свои первые опыты по открытию устойчивых порталов между Нирном и даэдрическими планами Обливиона.
Глава получила в целом положительные отзывы критиков. Критики отмечали возможность понастольгировать по TES IV и положительно отзывались о дизайне локаций и сюжете, однако отмечали, что изменений недостаточно, чтобы вдохнуть новую жизнь в игру и привлечь новых игроков. Система компаньонов получила смешанные отзывы.

## Изменения в игровом процессе

Карта новой локации «Чёрный лес», наложенная на фрагмент карты The Elder Scrolls IV: Oblivion

The Elder Scrolls Online: Blackwood добавил в игру новую локацию — Чёрный лес, включающую в себя лес Нибен, Болота Чёрного леса и окрестности города Лейавин; последний ранее был представлен в игре The Elder Scrolls IV: Oblivion, однако события The Elder Scrolls Online проходят примерно за 800 лет до Oblivion, а потому ландшафт различается между играми. Другой город локации, Гидеон, не появлялся в серии со времён The Elder Scrolls: Arena. Всего на локации есть семь основных квестов, шесть пещер, шесть мировых боссов, девять точек интереса с побочными заданиями, два публичных подземелья и испытание «Каменная роща», рассчитанное на группу из 12 человек. Территория Чёрного леса по размерам меньше Эльсвейра, добавленного в The Elder Scrolls Online: Elsweyr, однако наполнена событиями: например, на карте могут открываться порталы в Обливион, в которые можно зайти, чтобы победить боссов и закрыть портал. Некоторые события — например, встреча с Восторженным поклонником — являются пасхальными яйцами. По сравнению с предыдущими дополнениями, в квестах больший акцент поставлен на юмор.
Также дополнение добавило в игру систему компаньонов. Игрок может призвать неигрового напарника, который будет помогать ему в бою. Уровень компаньона автоматически подстраивается под персонажа игрока; кроме того, каждый компаньон обладает уникальным набором навыков, а также может использовать оружие и броню. Спутники не рассчитаны на прохождение высокоуровневого PvE-контента, а также не могут быть использованы в PvP и на одиночных аренах. Существует система отношений с соратниками: если игрок предпримет какое-то действие, не вписывающееся в мировоззрение партнёра, тот прокомментирует это, однако серьёзно разругаться с компаньоном нельзя. По ходу развития отношений спутник будет давать игроку задания, а в случае напряжённых отношений между персонажем игрока и спутником компаньон с некоторым шансом может не отреагировать на зов. На момент выхода дополнения в игре было два спутника на выбор: чародей Бастиан Галликс и убийца Мирри Элендис. В дальнейшем разработчики планируют добавлять новых спутников, а также позволить игрокам заводить с ними романы.
Одновременно с дополнением вышло обновление под номером 30, добавившее в игру унифицированный пролог. Все созданные персонажи, вне зависимости от имеющихся дополнений, попадают на один и тот же остров Балфиера, ранее фигурировавший в The Elder Scrolls II: Daggerfall, где в конечном итоге находят зал с порталами, из которого они могут перенестись в любую доступную для них начальную область.
Другим крупным нововведением обновления 30 является система свершений — ежедневных и еженедельных заданий, награждаемых золотом, опытом и новой валютой под названием «печати свершений». С дополнением было добавлено более 60 различных свершений, в том числе на убийство определённых видов монстров, создание различных предметов, добивание различными типами способностей, и так далее. В отличие от существовавшей ранее системы квестов, свершения не нужно специально брать или сдавать — как только игрок выполнит условие одного из свершений, ему придёт уведомление и награда будет автоматически переведена на аккаунт. Печати свершений используются для приобретения товаров, которые ранее были доступны исключительно через кронные ящики (лутбоксы, приобретаемые за реальные деньги), в частности, расходуемые и косметические предметы, а также ездовые и домашние животные. Таким образом, все предметы, продаваемые за реальные деньги, становятся доступными за внутриигровую валюту. Существует лимит на количество ежедневных и еженедельных свершений, которых можно выполнить, однако печати свершений можно копить в неограниченных количествах и неограниченное количество времени.

## Сюжет
Сюжет главы Blackwood разворачивается вокруг даэдрического принца разрушения Мерунеса Дагона, который с помощью культа Пробуждающегося Пламени пытается захватить планету Нирн. Дополнение является частью сезона «Врата Обливиона» и продолжает сюжет дополнения Flames of Ambition, где одной из целей главного героя было забрать таинственную книгу из секретной библиотеки императоров Длинного Дома — прервавшейся династии предельцев, правивших Сиродильской Империей. Доставка книги была заказана одним из бывших членов Совета Старейшин, другого органа управления Империей. Также выясняется, что первый император Длинного Дома заключил некое соглашение с Дагоном в котором упоминаются «Четыре Амбиции». Тем не менее старейшина не успевает рассказать предназначение книги, так как неизвестный убийца добирается до него раньше героя.
Чтобы узнать, какую тайну скрывала императорская династия и что замышляет Мерунес Дагон, протагонист отправляется в имперский город Лейавин, который находится в Чёрном Лесу и где после падения Сиродильской Империи поселились остальные члены Совета. В Лейавине главный герой узнает, что оставшиеся старейшины также находятся в опасности. Ему удаётся спасти лишь троих — советников Вандацио, Фалерию и Ловидика. В ходе дальнейшего расследования выясняется место содержания «Четырёх Амбиций» и что Вандацио является предателем и верховным жрецом Пробуждающегося Пламени. На замок Лейавина совершается атака культистов в ходе которой Вандацио убивает Фалерию, но главному герою удаётся спасти Ловидика, который в дальнейшем помогает вычислить точное расположения места, где содержатся «Амбиции». Прибыв на место и прорвавшись сквозь культистов герой обнаруживает первые две «Амбиции» — ими оказываются брат и сестра Дестрон и Калия, которые обладают необыкновенной магической силой. Позже главному герою удаётся найти и третью «Амбицию», которым оказывается молодой человек по имени Сомбрен. В финальной миссии во избежание возможных человеческих жертв среди простого населения «Амбиции» укрываются в одном из фортов Чёрного Леса и готовятся к битве с культом Пробуждающегося Пламени, а для защиты форта прибывают дружины городов Лейавин и Гидеон. В ходе боя Вандацио удаётся уничтожить Дестрона, что позволило ему призвать Мерунеса Дагона в Нирн, однако главный герой в бою уничтожает самого Вандацио, что приводит к окончанию вторжения.
Загадочной книгой оказывается Мистериум Заркса — артефакт, написанный самим Дагоном, а нахождение четвёртой «Амбиции» остаётся неизвестным. Сюжет Blackwood продолжают дополнения Waking Flame и Deadlands.

## Разработка и выпуск
Сюжетная ветка «Врата Обливиона» была впервые представлена в рамках церемонии The Game Awards 2020, на которой был показан кинематографический трейлер и анонсировано мероприятие Global Reveal Event, посвящённое готовящимся дополнениям, — его планировалось провести 21 января 2021 года. В дальнейшем Global Reveal Event был перенесён на 26 января в связи с инаугурацией президента США. На мероприятии была анонсирована новая глава для The Elder Scrolls Online — Blackwood, выпуск которой был назначен на 1 июня для ПК и 8 июня для консолей. 8 июня, одновременно с выпуском дополнения, также планировалось выпустить обновлённую версию The Elder Scrolls Online: Console Enhanced для консолей нового поколения — Xbox Series X/S и PlayStation 5. В дальнейшем выпуск обновлённых версий был отложен на неделю, на 15 июня 2021 года, поскольку Bethesda хотела, чтобы Blackwood и Console Enhanced воспринимались независимо.
Часть локации, добавляемой дополнением, ранее фигурировала в игре The Elder Scrolls IV: Oblivion и задумывалась узнаваемой для игроков, чтобы знакомые с TES IV люди «могли почувствовать себя как дома». Однако Рич Ламберт, креативный директор проекта, подчёркивал, что «Blackwood — это не просто приквел; в дополнении есть много знакомых сторон, но у него самостоятельная история, это наш собственный взгляд на вещи». Так же Ламберт отмечал, что Oblivion был первым проектом, над которым он работал после того, как присоединился к Bethesda: «в некотором роде, история совершила полный оборот, и я очень рад такому повороту».
Blackwood был выпущен в рамках обновления 30, которое, в частности, сделало возможным приобретать предметы из лутбоксов за новую внутриигровую валюту. Это было сделано для соответствия политики Xbox Game Studios: «для всех предметов, доступных в платных лутбоксах в наших играх, будет также предоставлена бесплатная возможность получить их посредством игрового процесса (то есть через гринд)». Необходимость такого изменения назрела после того, как корпорация Microsoft приобрела Bethesda Softworks, издателя The Elder Scrolls Online.
Сюжет «Врат Обливиона» завершается в дополнении Deadlands, выпуск которого был назначен на 1 ноября 2021 года. Для продвижения дополнения ZeniMax Online организовала вступительное событие «Дары Чёрного Леса», начавшееся 30 сентября. В ходе события игрокам предлагалось выполнять внутриигровые задания в локации, добавленной в главе Blackwood, что заполняло общую шкалу прогресса. Главным призом, выдающемся за заполнение шкалы, было дополнение Deadlands. Игроки достигли поставленной цели за 4 дня до окончания события, благодаря чему владельцы Blackwood получили дополнение-продолжение бесплатно.

## Критика
| Сводный рейтинг       | Сводный рейтинг |
| Агрегатор             | Оценка          |
| --------------------- | --------------- |
| Metacritic            | (PC) 75/100     |
| Иноязычные издания    |                 |
| Издание               | Оценка          |
| GameStar              | 86 %            |
| IGN                   | 7/10            |
| Jeuxvideo.com         | 14/20           |
| Русскоязычные издания |                 |
| Издание               | Оценка          |
| «Игры Mail.ru»        | 7/10            |

Дополнение получило в основном положительные отзывы критиков: средний балл игры на агрегаторе рецензий Metacritic составил 75 из 100 на основе 19 рецензий. Критики отмечали возможность поностальгировать по The Elder Scrolls IV: Oblivion и положительно отзывались о дизайне локаций и сюжете, однако отмечали, что изменений недостаточно, чтобы вдохнуть вдохнуть новую жизнь в игру и привлечь новых игроков. Система компаньонов получила смешанные отзывы: критики отмечали удачный концепт, однако отмечали, что они малополезны в бою, а система отношений со спутниками слишком ограничена.
Ричард Баркер из The Xbox Hub поставил игре 4,5 балла из 5, похвалив графический дизайн, систему компаньонов и сохраняющуюся интригу по ходу развития сюжета. Так же высокой оценки удостоились дизайн открытых подземелий и нового испытания, однако Баркер посчитал, что компаньоны «не так полезны в бою, как хотелось бы». Хантер Масс из Game Rant поставил оценку 4 из 5, отметив, что дополнение «предоставляет немало приятного контента, но его может и не хватить, чтобы вдохнуть новую жизнь в MMO». Габриэль Мосс из IGN оценил дополнение в 7 баллов из 10, отметив прогресс по сравнению с предыдущей главой. Мосс положительно оценил разнообразие локаций, сценарий, проработку боссов и вызываемые ностальгические чувства при том, что «Blackwood ощущается полноценным приквелом к Oblivion, не заставляющим игрока идти всё теми же путями». Он, однако, раскритиковал озвучку и отметил, что хотя система отношений со спутниками интересна, её портят слишком сильные ограничения.
Марта Осовицки в рецензии для сайта «Игры Mail.ru» также оценила дополнение в 7.0 баллов из 10, поставив его на третье место в рейтинге вышедших дополнений после Summerset и Morrowind. Она положительно оценила квесты, архитектуру городов и новый пролог, однако отметила, что зачистка порталов в TES IV была реализована интереснее, и в дополнении нет ничего, что могло бы привлечь новых игроков в TESO.